# Landgericht Bremen

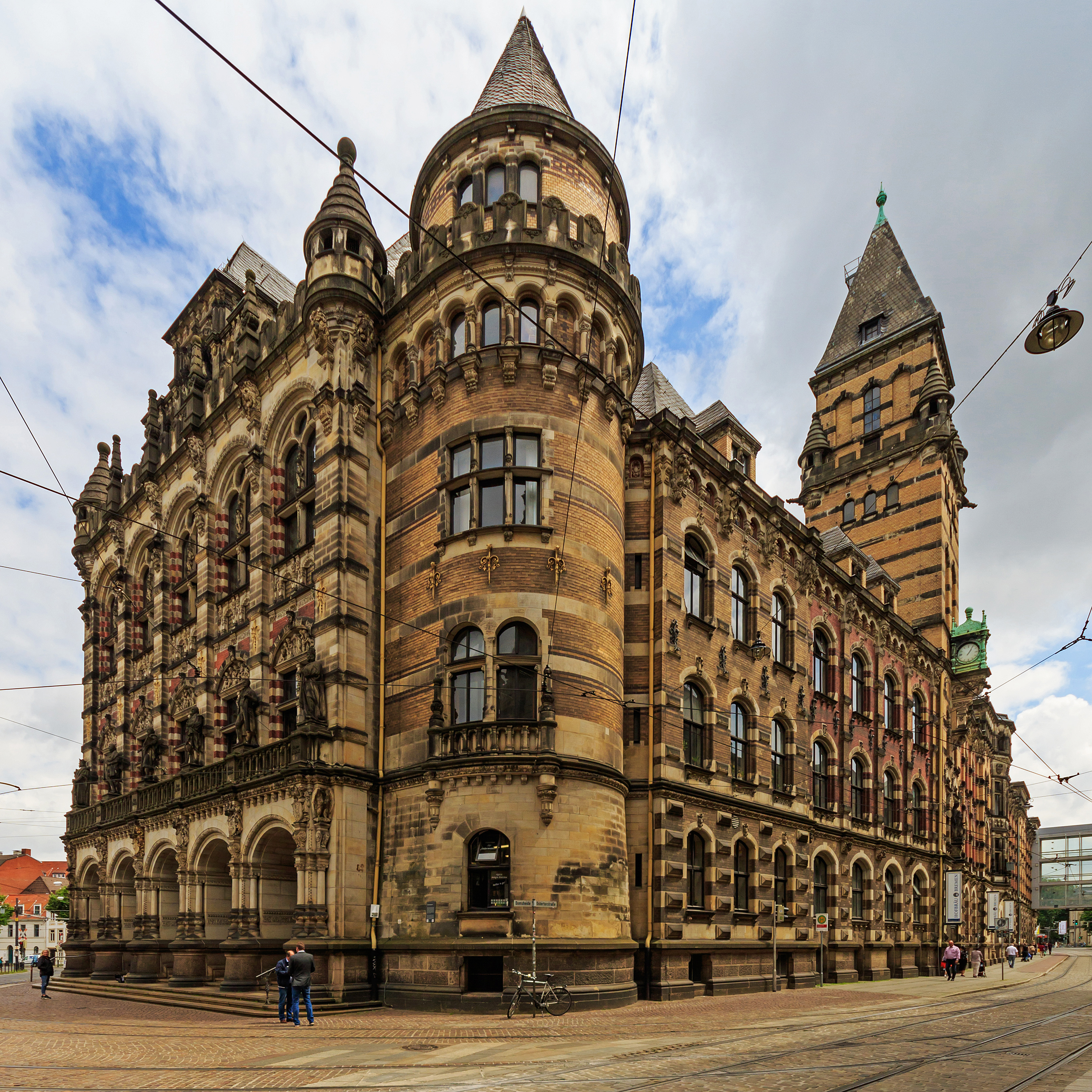
Gesamtansicht

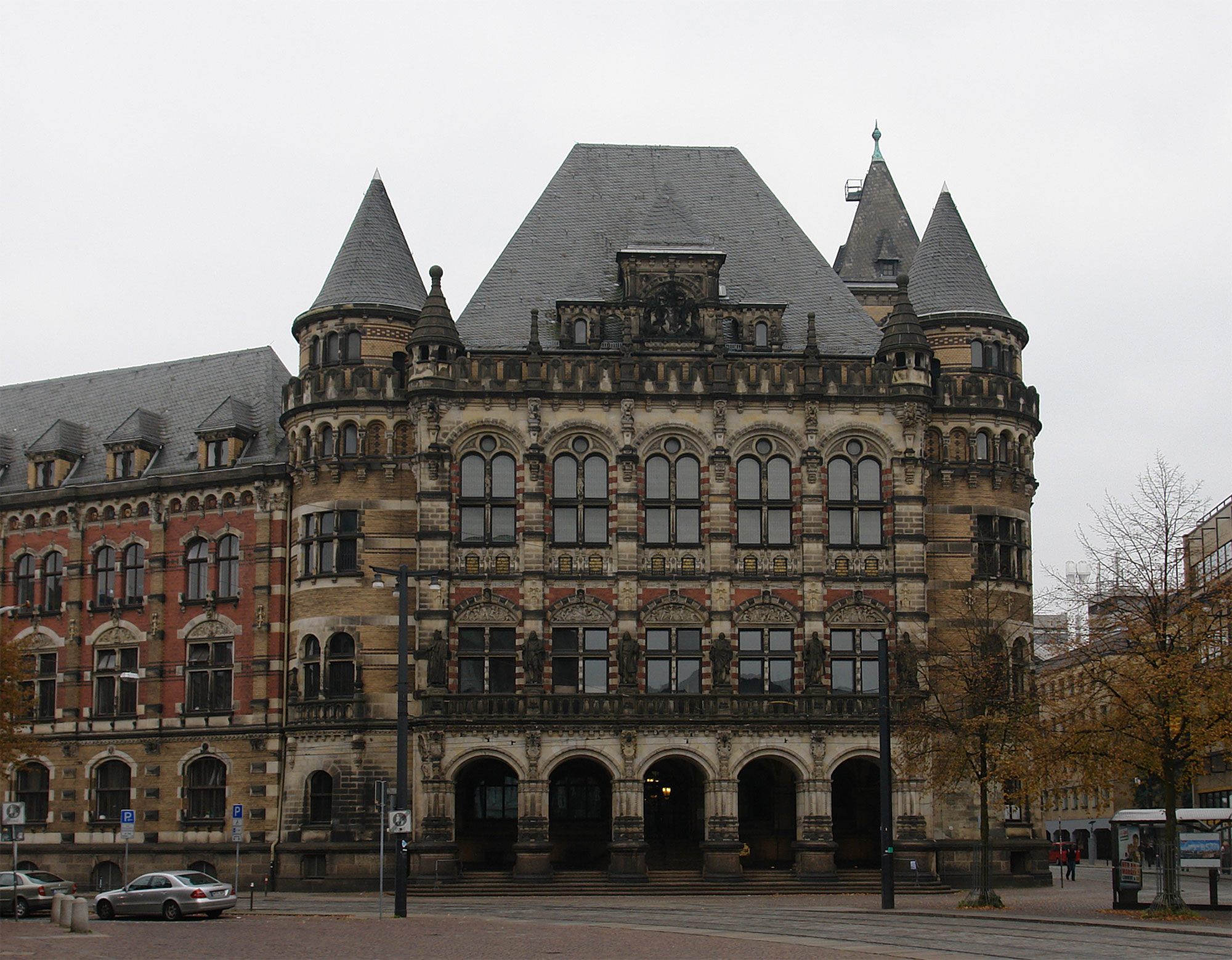
Haupteingang des Gerichtshauses

Das Landgericht Bremen ist ein Landgericht und gehört zur ordentlichen Gerichtsbarkeit. Es ist das einzige Landgericht in der Freien Hansestadt Bremen und im Bezirk des Hanseatischen Oberlandesgerichtes Bremen.
Das Gebäude steht seit 1992 unter Denkmalschutz.

## Geschichte

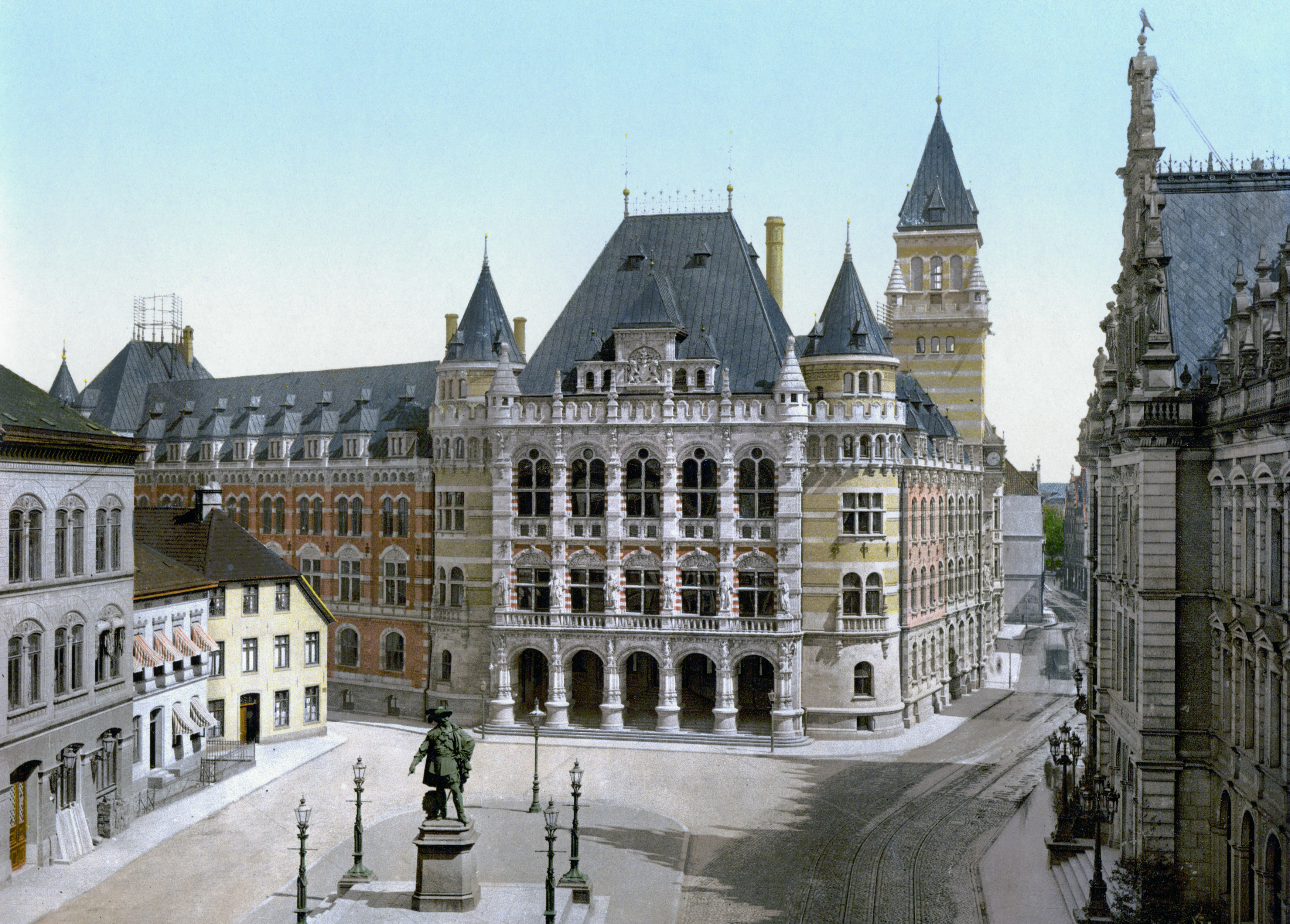
Gerichtshaus Bremen um 1900

Bis weit in das 19. Jahrhundert galt in Bremen mit dem Bremer Stadtrecht die mittelalterliche Verfassung, nach der Verwaltung und Justiz nicht getrennt waren. Beide waren vielmehr in der Hand des Senates der freien Stadt Bremen. Erst in der Folge der Revolution von 1848/49 kam es in Bremen zur Verfassung von 1849. In dieser wurde ein „Richtercollegium“ aus 12 gewählten Berufsrichtern vorgesehen. Aus Rücksicht auf die vorherige Einheit von Verwaltung von Justiz und Verwaltung wurde es den Senatoren freigestellt, aus dem Senat auszuscheiden und Mitglieder dieses Richtergremiums zu werden. Sechs Senatoren und ein Senatssyndikus, die promovierte Juristen waren, nahmen die Möglichkeit wahr, dem Richterkollegium beizutreten.
Dem Richterkollegium war eine weitgehende Selbständigkeit eingeräumt worden. Es wählte selbst seinen Präsidenten, der damit Vorsitzender des bremischen Obergerichtes und später Landgerichtspräsident wurde. Ebenso wählte das Kollegium die Direktoren der Gerichte und die Wahlmänner für die Richterwahl. Hintergrund dieser großen Selbständigkeit war das Hervorgehen des Richterkollegiums aus dem Senat. An dieser Ordnung änderte sich auch nichts durch die spätere reaktionäre Verfassung von 1854. Zweiter Präsident des Kollegiums war in der Zeit von 1850 bis 1864 der vormalige Senator Gerhard Caesar. Als Berufungsgericht war nach der Verfassung des Deutschen Bundes das Oberappellationsgericht der vier Freien Städte mit dem Sitz in Lübeck zuständig.

### Kaiserreich
Am 1. Oktober 1879 traten die sogenannten Reichsjustizgesetze (Gerichtsverfassungsgesetz, Zivilprozessordnung, Strafprozessordnung, Konkursordnung und Rechtsanwaltsordnung) in Kraft, es traten an die Stelle der bisherigen historischen bremischen Gerichte das Landgericht und die Amtsgerichte Bremen und Bremerhaven. Etliche Aufgaben des Richterkollegiums gingen auf die nun zu bildende Justizverwaltung über. Das Kollegium bestimmte bei der Richterwahl aber noch immer entscheidend mit. Neue Richterstellen wurden durch einen zu gleichen Teilen von dem Richterkollegium, dem Senat und der Bremischen Bürgerschaft (dem bremischen Landesparlament) zu besetzenden Wahlausschuss vergeben. Weiterhin wählte das Kollegium seinen Landgerichtspräsidenten und die Gerichtsdirektoren.

### Nationalsozialismus
Der Nationalsozialismus führte zur Vereinheitlichung der Justiz. Für Bremen führte dies dazu, dass die bisher praktizierte Selbstverwaltung der Richterschaft beendet wurde. Am 31. März 1936 trat mit Adolf Meyer der letzte nach bremischen Brauch durch das Vertrauen seiner Mitrichter in sein Amt gewählte Landgerichtspräsident in den Ruhestand. Sein Nachfolger wurde durch Roland Freisler persönlich in sein Amt eingeführt.
In Bremen tagte am Landgericht auch ein Sondergericht. Vor dem bremischen Sondergericht wurden zwischen 1940 und 1945 403 Verfahren wegen politischer Straftaten und 159 Verfahren wegen nichtpolitischer Straftaten durchgeführt. Besondere Bekanntheit erlangte hierbei der Fall des jungen polnischen Zwangsarbeiters Walerian Wróbel, der in der Hoffnung, nach Polen zurückgeschickt zu werden, eine Strohwand anzündete, ohne großen Schaden anzurichten. Er wurde hierzu vor dem Sondergericht zum Tode verurteilt.

### Nachkriegszeit
Am 15. Juni 1945 beauftragten die amerikanischen Besatzungsbehörden den Rechtsanwalt Diedrich Lahusen mit der Wahrnehmung der Geschäfte eines Landgerichtspräsidenten. Aus diesem Amt schied er erst am 14. Februar 1951 aus. Er blieb während dieser Zeit weiter als Rechtsanwalt tätig. Am 2. August 1945 wurde durch eine Verordnung betreffend die Wiedereröffnung der Gerichte im Staatsgebiet der Freien Hansestadt Bremen das Landgericht wiedereröffnet. Allerdings konnte der Umfang der früheren weitgehenden Selbstverwaltung der bremischen Gerichte nicht mehr erreicht werden.

## Gebäude

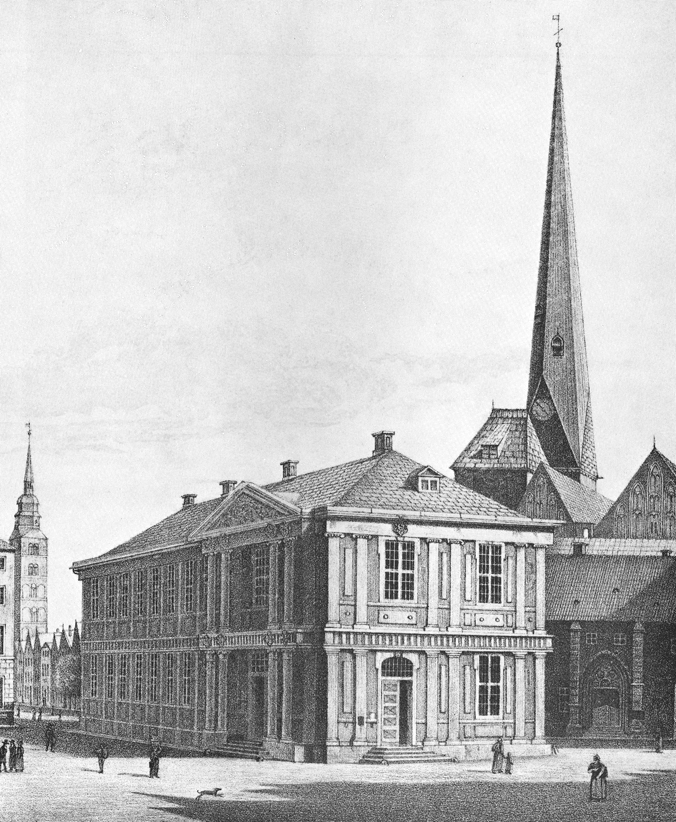
Alte Börse, 1879–1895 Sitz des Landgerichts

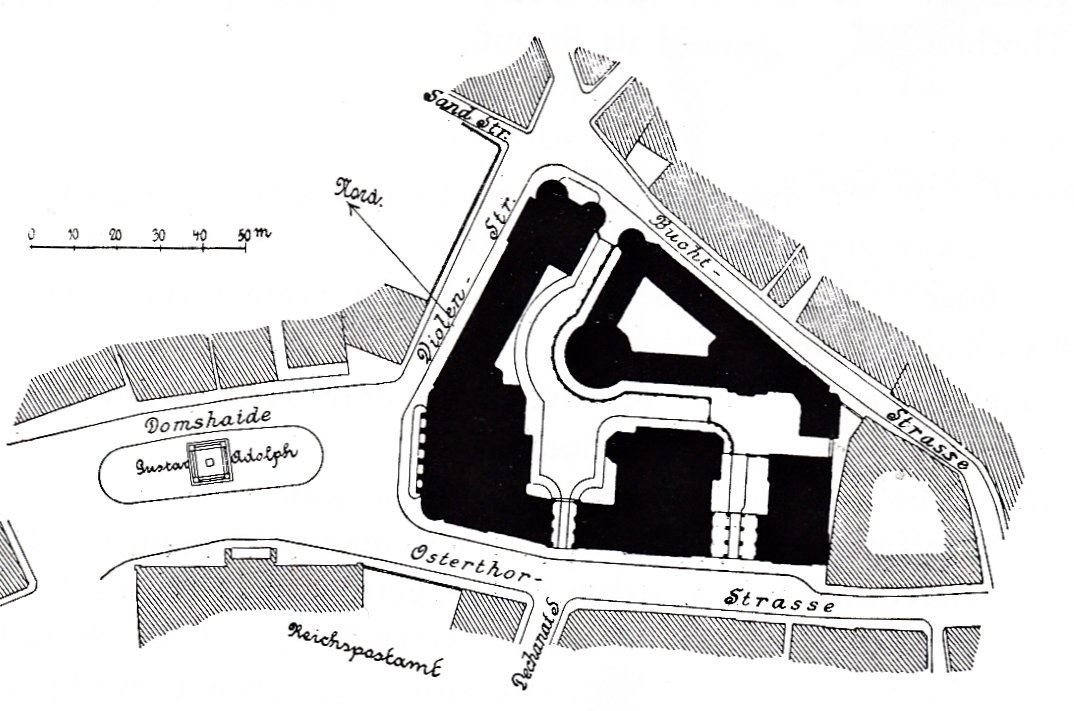
Grundriss aus dem Jahr 1896

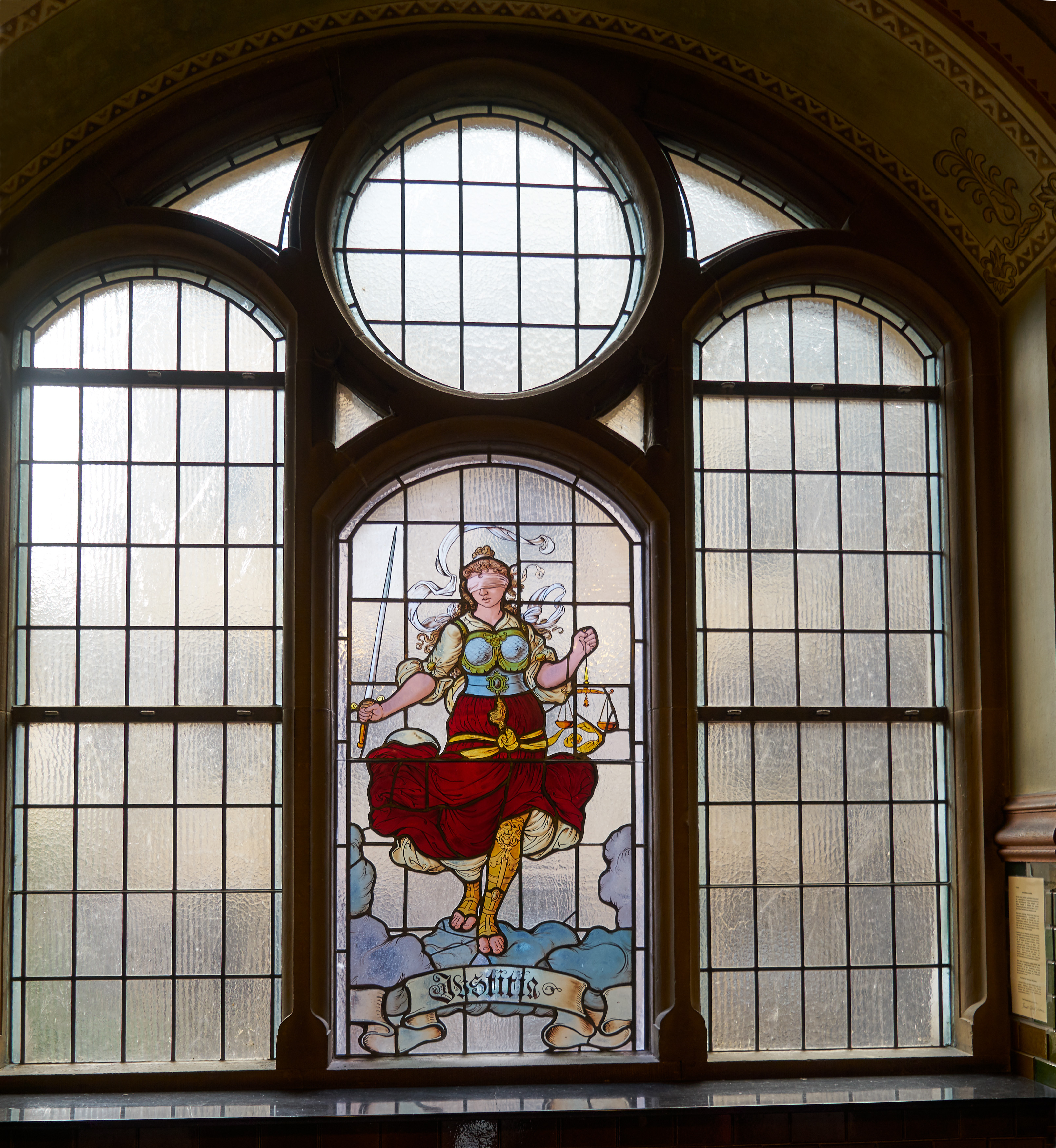
Glasbild der Justitia im Treppenhaus zum Schwurgerichtssaal

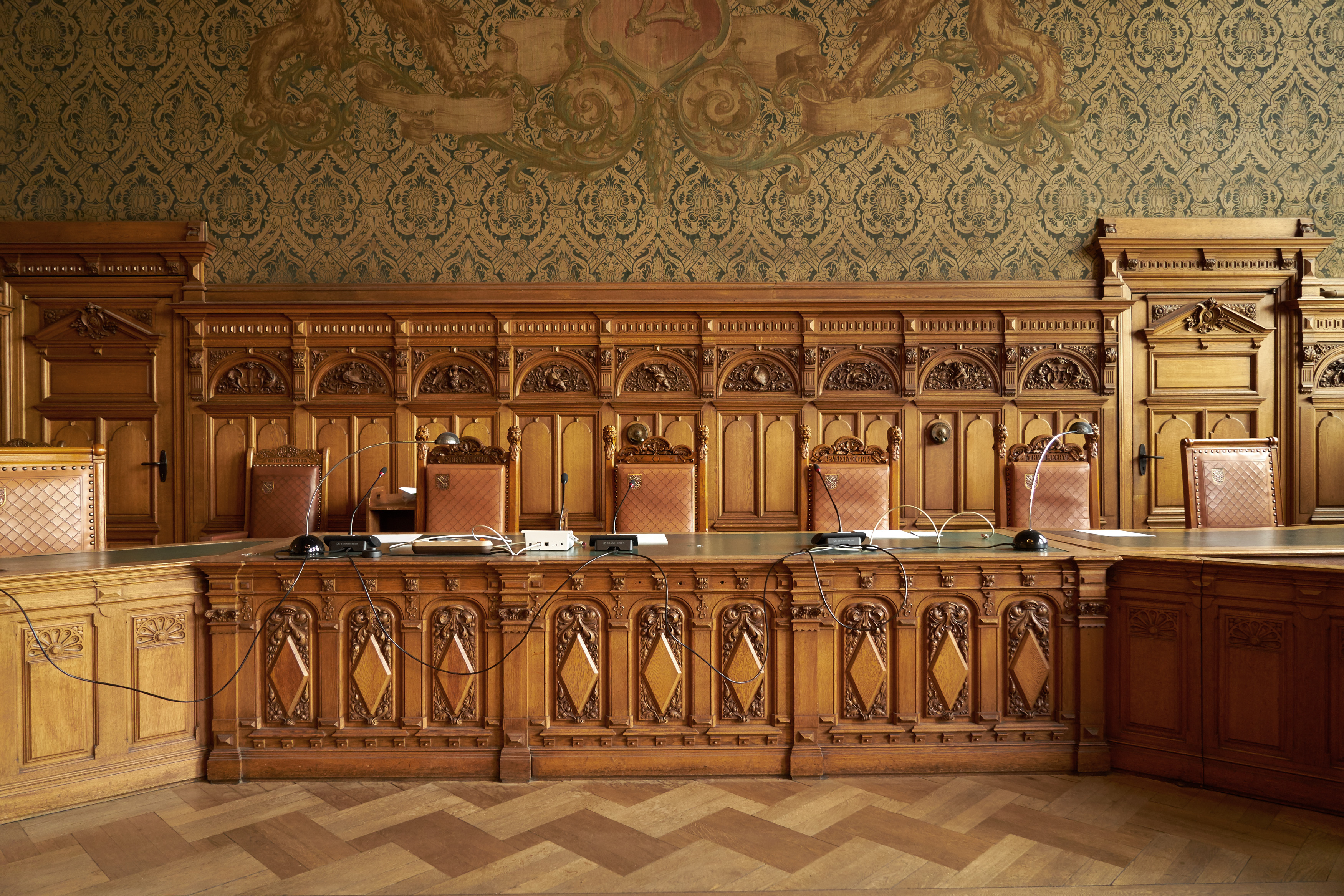
Richtertisch im Schwurgerichtssaal

Sitz des Landgerichts war ab 1879 zunächst das Gebäude der alten Börse. Im Oktober 1891 wurde feierlich der Grundstein für ein neues Gerichtsgebäude zwischen Buchtstraße, Violenstraße und Ostertorstraße in der Altstadt Bremens gelegt.
Dieses Grundstück war bis dahin weitgehend unbebaut geblieben. Obwohl es innerhalb der alten Stadtbefestigung lag, gehörte es ursprünglich nicht der Stadt, sondern dem Bistum Bremen. Eigentum der Stadt Bremen war es erst mit dem Reichsdeputationshauptschluss geworden.
Das heute als Altes Gerichtshaus bezeichnete Gebäude wurde nach dem aus einem Architektenwettbewerb hervorgegangenen Entwurf der bis dahin in Oldenburg ansässigen Architekten Ludwig Klingenberg und Hugo Weber im Stil des Historismus errichtet. Das Gebäude wurde am 30. September 1895 seiner Bestimmung übergeben. In ihm waren ursprünglich die gesamten bremischen Gerichte (Amtsgericht und Landgericht, Handelsgericht), die Staatsanwaltschaft und ein Untersuchungsgefängnis untergebracht. Es blieb trotz der schweren Bombenschäden in der bremischen Innenstadt im Zweiten Weltkrieg weitgehend unbeschädigt. 
In den Jahren von 1906 bis 1908 entstand östlich davon das Polizeihaus. Das Alte Gerichtshaus ist seit dem 2. September 1975 mit dem Neubau des Amtsgerichts über eine gläserne Brücke verbunden.
Das Untersuchungsgefängnis befindet sich heute in der Justizvollzugsanstalt Oslebshausen. Im ehemaligen Gebäude des Untersuchungsgefängnisses ist nach einem Umbau seit dem 3. März 1994 die Staatsanwaltschaft untergebracht. Die Anschrift des Landgerichts lautet Domsheide 16, 28195 Bremen.

### Architektur
Die Fassade des Gerichtsgebäudes ist entsprechend der Entstehung in der Epoche des Historismus reich mit dekorativem Schmuck und Allegorien versehen. An der Portalfront zur Domsheide ist der Gestaltungsaufwand am höchsten. Auf den Hauptsockeln der Balustrade über den Eingangsbögen befinden sich Skulpturen von Kaiser Otto dem Großen als Verleiher der Marktrechte Bremens und von Kaiser Wilhelm I. als Oberhaupt des zweiten Kaiserreichs, geschaffen vom Bildhauer Karl Gundelach in Hannover. Zwischen ihnen stehen die vier für die Kodifizierung des Bremer Rechts bedeutenden Bürgermeister von Büren, Heinrich Krefting, Heinrich Meyer und Johann Smidt, geschaffen von der Werkstatt Gebr. Everding (Wilhelm Everding und Friedrich Everding) in Bremen.
In den Reliefs der Fensterbögen der zwischen den Standbildern liegenden gekuppelten Fenster werden die Themen (von links nach rechts) Spiel, Totschlag, Verhaftung, Verurteilung und Begnadigung von puttenartig dargestellten Kindern symbolisiert. Diese Reliefs fertigte Rudolf Lauer an. Außerdem wurde für den Bauschmuck vor allem auf christliche Überlieferungen zurückgegriffen, z. B. die Zehn Gebote, die sich in den Brüstungen der Fenster des Schwurgerichtssaals befinden. Diese wurden während der Zeit des Nationalsozialismus verdeckt, da nach Ansicht der Nationalsozialisten die Gesetzestafeln des jüdischen Moses nicht an ein Gerichtsgebäude gehörten. Am 26. Februar 1936, so schreibt Fritz Peters in seiner „Bremer Chronik“, sollten die Tafeln „auf höhere Anordnung hin“ entfernt werden. Ursprünglich war ihre Zerstörung geplant, was auf Eigeninitiative von zwei Beteiligten verhindert wurde. Es wurde stattdessen der Auftrag erteilt, die Tafeln mit leichten Betonplatten abzudecken. Bald nach Kriegsende wurde Bürgermeister Wilhelm Kaisen am 17. September 1945 auf den Sachverhalt aufmerksam gemacht und aufgefordert, durch die Entfernung der Abdeckung zu symbolisieren, dass nach dem Ende der nationalsozialistischen Herrschaft Recht und Gesetz wiederhergestellt würden.
Im Inneren des Gebäudes ist im Treppenhaus ein großes, farbig verglastes Fenster mit einer Darstellung der Justitia zu sehen. Auch dieses war in der Zeit der nationalsozialistischen Herrschaft entfernt worden. Grund hierfür waren die verbundenen Augen der Justitia, womit symbolisiert wird, dass die Gerechtigkeit ohne Ansehen der Person urteilt. Nach dem Krieg konnte auch dieses Glasbild wieder eingesetzt werden. Weiter hervorzuheben ist der Schwurgerichtssaal mit seinem reichen Schmuck.
Der Bauschmuck wurde bewusst in aufwändiger Handwerksarbeit ausgeführt, da den bremischen Handwerkern die Gelegenheit gegeben werden sollte, ihr Können darzustellen.

### Gedenktafeln
Im Treppenhaus an den Seitenwänden des Podestes zwischen dem ersten und dem zweiten Obergeschoss befinden sich zwei Gedenktafeln für die im Ersten Weltkrieg gefallenen Justizangehörigen aus dem Landgerichtsbezirk Bremen. Bemerkenswert ist, dass auf diesen Tafeln nicht die Richter, sondern die Gerichtsschreiber zuerst genannt werden.
Im ersten Obergeschoss befindet sich über dem Eingang des Anwaltzimmers eine Gedenkplakette des bremischen Anwaltsvereins für die während der Nazizeit ausgeschlossenen jüdischen Kollegen.
Vor dem Eingang zum Strafkammersaal ist eine Tafel mit folgendem Wortlaut angebracht:
Während der nationalsozialistischen Gewaltherrschaft wurden in diesem Gebäude 54 Menschen von dem Sondergericht Bremen zum Tode verurteilt. Schnell wurden sie vergessen – einer von ihnen war der erst 17 Jahre alte Pole Walerjan Wrobel. Ihr Leiden mahnt uns.

## Verkehrsanbindung
Das Gerichtsgebäude befindet sich in unmittelbarer Nachbarschaft zur Haltestelle Domsheide. Die Domsheide stellt einen Knotenpunkt des öffentlichen Personennahverkehrs dar. Dementsprechend ist es Haltestelle vieler Bus- und Straßenbahnlinien.

## Gerichtsbezirk und Zuständigkeit
Der Gerichtsbezirk umfasst das gesamte Bundesland Bremen mit seinen Städten Bremen und Bremerhaven. Der Gerichtsbezirk umfasst damit 419 km², in ihm leben mehr als 663.000 Menschen.
Das Landgericht ist sachlich zuständig für alle gesetzlich den Landgerichten zugewiesenen Angelegenheiten. Dies sind Straf- und Zivilsachen. Intern richtet sich die Zuständigkeit nach dem Geschäftsverteilungsplan, der auf der Webseite des Gerichts veröffentlicht wird.
2015 waren 97 Mitarbeiter beim Landgericht Bremen beschäftigt.

## Übergeordnete / nachgeordnete Gerichte
Dem Landgericht Bremen übergeordnet ist als zuständiges Oberlandesgericht das Hanseatische Oberlandesgericht Bremen, nachgeordnet sind die Amtsgerichte Bremen, Bremen-Blumenthal und Bremerhaven.

## Bedeutsame Urteile
- Vor dem Landgericht Bremen fand am 25. Oktober 1999 ein Strafprozess um 1997 wieder aufgeteilte Bestandteile des Bernsteinzimmers (ein Mosaik und eine Kommode) statt.[7]
- Der Strafprozess zum Bremer Bunkermord wurde zweimal (2001 und 2002/2003) am LG Bremen verhandelt.
- Im Zivilrecht fiel das LG Bremen durch ein Urteil vom 24. Mai 2006 zu Gaspreiserhöhungen[8] auf. Das Urteil erlangte überörtliche Beachtung.[9][10]
- Vor dem LG Bremen fand 2007/2008 ein Mordprozess wegen der Vernachlässigung eines Kindes („Kevin-Prozess“) statt.[11][12]